# Алтайдын Чолмоны
Алтайдын Чолмоны (алт. Алтайдыҥ Чолмоны, перевод рус. Звезда Алтая) — республиканская газета на алтайском языке, издающаяся в Республике Алтай, Россия.
В газете освещаются общественные, экономические и политические аспекты жизни Алтая. Публикуются материалы по языку и культуре алтайцев.
В настоящее время выходит 2 раза в неделю (вторник,  пятница) на 8-16 полосах формата А3. Тираж 3210 экземпляров. В 1960-е годы выходила 5 раз в неделю тиражом более 5 тыс. экземпляров.
Газета основана в 1922 году под названием «Кызыл солун табыш» (Красные известия). С 1923 года — «Ойрот јери» (Ойротский край), с 1925 — «Кызыл Ойрот/Kьzьl Ojrot» (Красная Ойротия). Современное название — с января 1948 года. Газета награждена орденом «Знак Почёта».
В газете работал алтайский писатель и поэт К. Ч. Телесов. Издание на русском языке называется «Звезда Алтая».